# Elachista freyerella
Elachista freyerella là một loài bướm đêm thuộc họ Elachistidae. Nó được tìm thấy ở khắp Europe, ngoại trừ Balkan Peninsula. Nó cũng được tìm thấy ở Bắc Mỹ.
Sải cánh dài 7–8 mm.
Ấu trùng ăn Agrostis, Bromus, Dactylis, Festuca arundinacea, Festuca rubra, Holcus, Koeleria cristata, Poa annua, Poa badensis, Poa nemoralis, Poa pratensis, Poa trivialis, Trisetum fuscum và Triticum.

## Hình ảnh

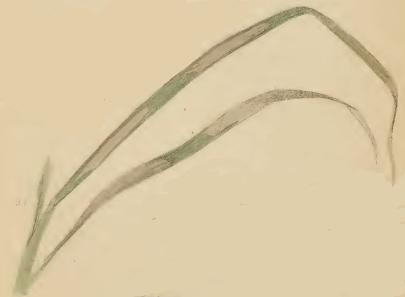
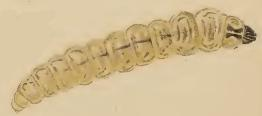
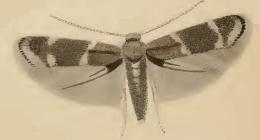
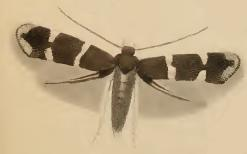